# Czesława Puzon
Czesława Romana Puzon, ps. Baśka (ur. 27 marca 1919 w Jarosławiu, zm. 9 czerwca 1944 w Kidałowicach) – polska harcerka.

## Życiorys
Córka Mariana i Stefanii Puzon z domu Kocyan. Była pogrobowcem, jej ojciec zmarł  22 października 1918. Była najmłodszą z ośmiorga rodzeństwa. Po wojnie żyły jeszcze jej trzy starsze siostry Maria, Anna i Zofia. Jej stryj Roman Puzon był lekarzem w szpitalu powiatowym. Od 1926 do 1932 uczęszczała do Szkoły Powszechnej im. św. Kingi. W 1929 złożyła Przyrzeczenie Harcerskie. Od 1932  roku pełniła funkcję zastępowej w  II Drużynie Harcerskiej im. Emilii Plater. W latach 1932–1937 była uczennicą Żeńskiego Gimnazjum im. Juliusza Słowackiego w Jarosławiu. W październiku 1938 została studentką I roku na Wydziale Prawa Uniwersytetu im. Jana Kazimierza we Lwowie. Równocześnie z pierwszym rokiem prawa ukończyła Szkołę Administracyjno-Handlową. Wybuch II wojny światowej zastał ją w Żurawinie, gdzie przebywała u stryja. Z konieczności przerwała studia. Należała do Sodalicji Mariańskiej. W tym okresie podjęła decyzję o pracy w konspiracji, została członkiem Armii Krajowej. Dzięki protekcji w 1941 dostała pracę w Starostwie Powiatowym w Wydziale Mleczarskim (radna rady powiatu). Z narażeniem życia kolportowała prasę podziemną, dostarczała rozkazy i rozpowszechniała zakazane komunikaty radiowe. W ostatni piątek maja 1944 została podczas pracy aresztowana przez jarosławskiego gestapowca Franza Schmidta. Została osadzona w siedzibie Gestapo przy ulicy Słowackiego. Rozstrzelano ją 9 czerwca 1944 w kidałowickim lesie. Po ekshumacji 10 sierpnia 1944 spoczęła we wspólnej mogile na Nowym Cmentarzu w Jarosławiu. W Jarosławiu imię Czesławy Puzon nosi Szkoła Podstawowa nr 5, Hufiec ZHP  oraz ulica, przy której stoi jej dom rodzinny. W parku zostało odsłonięte popiersie wykonane według projektu jarosławskiego rzeźbiarza Stanisława Lenara.

## Literatura
- Ulica im. Baśki Puzon, Jarosław 1996
- Kronika ważniejszych wydarzeń w Jarosławiu w latach 1986–1992, Jarosław 1994
- Wypis z kroniki Hufca ZHP Jarosław
- Zofia Puzon, Czesława Baśka Puzon, Jarosław 1983
- Adam Warzocha: Legenda o Baśce, „Nowiny Rzeszowskie” z 1979
- Władysława Rybak-Misiąg: Wspomnienie o Baśce Puzon, Jarosław 1947